# Šušnjevci
Šušnjevci is een plaats in de gemeente Garčin in de Kroatische provincie Brod-Posavina. De plaats telt 266 inwoners (2001).